# Ryan Mason
Ryan Glen Mason (London, Anglia, 1991. június 13. –) egyszeres angol válogatott labdarúgó, labdarúgóedző. Jelenleg, már másodjára, a Tottenham Hotspur megbízott vezetőedzője.

## Pályafutása

### Tottenham Hotspur
Mason nyolcéves korában csatlakozott a Tottenham Hotspur ifiakadémiájához, majd 2008 augusztusában megkapta első profi szerződését a csapattól. Az első csapatban 2008. november 27-én, egy N.E.C. elleni UEFA-kupa-meccsen mutatkozott be, a hosszabbításban csereként váltva David Bentleyt. A 2008/09-es idényben 31 meccsen 29 gólt szerzett az ifibajnokságban, amivel gólkirály lett.
2009. június 13-án kölcsönvette a harmadosztályú Yeovil Town, csapattársával, Steven Caulkerrel együtt. Augusztus 8-án debütált a csapatban, a Tranmere Rovers ellen. A Colchester United ellen szerezte első gólját, egy szabadrúgásból, majd következő meccsén, az Exeter City ellen is eredményes volt egy távoli lövésből. Utóbbi gólját a BBC Sport is beválogatta a hét legszebbjei közé. 2009. november 5-én jó teljesítménye miatt a Yeovil 2010 májusáig meghosszabbította a kölcsönszerződését. 2010. március 13-án a Tottenham visszahívta magához.
2010 augusztusában a másodosztályban szereplő Doncaster Rovershez került kölcsönben két hónapra. Öt bajnokin játszott, majd 2011 januárjában ismét kölcsönvette a csapat, ezúttal a szezon végéig. Ezúttal tíz bajnokin kapott lehetőséget. 2011. július 28-án új, kétéves szerződést kapott a Spurstől, majd azonnal ismét kölcsönadták a Doncasternek, a teljes 2011/12-es szezonra. Kölcsönszerződése azonban 2011 novemberében felbontásra került, amikor a Tottenham visszahívta. 2012. január 1-jén csapattársával, Harry Kane-nel együtt a szezon végéig kölcsönadták a Millwallnak.
2012. szeptember 20-án pályára lépett a Tottenham Lazio elleni Európa-liga-meccsén, de ismét csak a hosszabbításban állhatott be. Hat nappal később, a Carlisle United elleni Ligakupa-mérkőzésen pályafutása során először bekerült a londoniak kezdőjébe. A téli átigazolási időszak utolsó napján Mason kölcsönben a francia Lorient-hoz igazolt az idény végéig. 2013. április 23-án visszatért a Spurshöz, miután csak a tartalékcsapatban kapott lehetőséget. A következő évad előtt, 2013. július 23-án a teljes szezonra kölcsönvette a Swindon Town. Augusztus 31-én, a Crewe Alexandra 5-0-s legyőzése során mesterhármast szerzett.
A 2014/15-ös szezon előtt a Tottenham részt vett egy amerikai felkészülési tornán, ahol Mason olyan jól teljesített, hogy a menedzser, Mauricio Pochettino nevezte őt a Premier League-keretbe. 2014. szeptember 24-én megszerezte első profi gólját a Spursben, egy Nottingham Forest elleni Ligakupa-meccsen. Három nappal később, a rivális Arsenal ellen a Premier League-ben is bemutatkozhatott. Ezután állandó tagjává vált a londoniak első csapatának.
2014. november 2-án, az Aston Villa ellen Mason mellkason fejelte az ellenfél játékosát, Christian Bentekét, aki válaszul kézzel megütötte. Az eset után Bentekét kiállította a játékvezető, Mason azonban a pályán maradhatott. A mérkőzést követően az Angol labdarúgó-szövetség (FA) 20 ezer fontra büntette mindkét csapatot, amiért nem tudják fegyelmezni játékosaikat. 2015 januárjában Mason új, öt és fél évre szóló szerződést írt alá csapatával. Később, egy Swansea City elleni találkozón megszerezte első gólját az angol élvonalban.
2015. szeptember 13-án megszerezte második bajnoki gólját a Tottenham színeiben, egy Sunderland elleni meccsen, ahol a találkozó legjobbjának is megválasztották. Ugyanazon a találkozón azonban egy kisebb sérülést is szenvedett, ami miatt a következő néhány mérkőzést kénytelen volt kihagyni. Egy Bournemouth ellen 5-1-re megnyert mérkőzésen tért vissza a csapatba felépülése után. 2016. február 18-án csapatkapitányként lépett pályára a Fiorentina elleni Európa-liga-mérkőzésen.

### Hull City
2016. augusztus 30-án a Hull City klubrekordnak számító 13 millió fontért leigazolta Masont. A Burnley ellen mutatkozott be, a 73. percben csereként váltva David Meylert. Szeptember 21-én a ligakupában a Stoke City ellen szerezte meg első gólját a klubban. 2017. január 22-én a Chelsea elleni bajnoki mérkőzésen a 14. percben összefejelt Gary Cahill-lel és koponyatörést szenvedett, hosszasan ápolták a játéktéren, utána kórházba szállították, megoperálták. 2018. február 13-án bejelentette visszavonulását.

## Válogatott pályafutása
Mason egy Oroszország elleni mérkőzés alkalmából kapta meg első behívóját az angol U19-es válogatottba, de nem kapott játéklehetőséget. 2009 októberében ismét behívták az angolok U19-es Eb-selejtezőire, ahol háromból két meccsen pályára lépett és Szlovákia ellen gólt is szerzett. 2011 februárjában az U20-as válogatottban is debütálhatott, Franciaország ellen.
2015. március 23-án behívták a felnőtt válogatottba, egy Litvánia elleni Eb-selejtezőre, valamint egy Olaszország elleni barátságos meccsre. Csak az utóbbin kapott játéklehetőséget, az utolsó 16 percre beállva. Ő adta a gólpasszt, mely után Andros Townsend beállította az 1-1-es végeredményt.

## Sikerei, díjak

### Tottenham Hotspur
- Angol Ligakupa döntős (1) : 2014–2015[45]

## Statisztikái

### Klub
| Klub                          | Szezon           | League           | League          | League | FA-kupa         | FA-kupa | Ligakupa        | Ligakupa | Egyéb           | Egyéb | összesen        | összesen |
| Klub                          | Szezon           | Bajnokság        | Pályára lépések | Gólok  | Pályára lépések | Gólok   | Pályára lépések | Gólok    | Pályára lépések | Gólok | Pályára lépések | Gólok    |
| ----------------------------- | ---------------- | ---------------- | --------------- | ------ | --------------- | ------- | --------------- | -------- | --------------- | ----- | --------------- | -------- |
| Tottenham Hotspur             | 2008–2009        | Premier League   | 0               | 0      | 0               | 0       | 0               | 0        | 1               | 0     | 1               | 0        |
| Tottenham Hotspur             | 2009–2010        | Premier League   | 0               | 0      | —               | —       | —               | —        | —               | —     | 0               | 0        |
| Tottenham Hotspur             | 2010–2011        | Premier League   | 0               | 0      | 0               | 0       | —               | —        | 0               | 0     | 0               | 0        |
| Tottenham Hotspur             | 2011–2012        | Premier League   | 0               | 0      | —               | —       | —               | —        | 0               | 0     | 0               | 0        |
| Tottenham Hotspur             | 2012–2013        | Premier League   | 0               | 0      | 0               | 0       | 1               | 0        | 2               | 0     | 3               | 0        |
| Tottenham Hotspur             | 2014–2015        | Premier League   | 31              | 1      | 0               | 0       | 4               | 1        | 2               | 0     | 37              | 2        |
| Tottenham Hotspur             | 2015–2016        | Premier League   | 22              | 1      | 1               | 0       | 0               | 0        | 6               | 1     | 29              | 2        |
| Tottenham Hotspur             | 2016–2017        | Premier League   | 0               | 0      | —               | —       | —               | —        | —               | —     | 0               | 0        |
| Tottenham Hotspur             | összesen         | összesen         | 53              | 2      | 1               | 0       | 5               | 1        | 11              | 1     | 70              | 4        |
| Yeovil Town (kölcsönben)      | 2009–2010        | League One       | 28              | 6      | 1               | 0       | —               | —        | 0               | 0     | 29              | 6        |
| Doncaster Rovers (kölcsönben) | 2010–2011        | Championship     | 15              | 0      | —               | —       | —               | —        | —               | —     | 15              | 0        |
| Doncaster Rovers (kölcsönben) | 2011–2012        | Championship     | 4               | 0      | —               | —       | 1               | 1        | —               | —     | 5               | 1        |
| Doncaster Rovers (kölcsönben) | összesen         | összesen         | 19              | 0      | —               | —       | 1               | 1        | —               | —     | 20              | 1        |
| Millwall (kölcsönben)         | 2011–2012        | Championship     | 5               | 0      | 1               | 0       | —               | —        | —               | —     | 6               | 0        |
| Lorient (kölcsönben)          | 2012–2013        | Ligue 1          | 0               | 0      | —               | —       | —               | —        | —               | —     | 0               | 0        |
| Lorient B (kölcsönben)        | 2012–2013        | National Amatőr  | 4               | 0      | —               | —       | —               | —        | —               | —     | 4               | 0        |
| Swindon Town (kölcsönben)     | 2013–2014        | League One       | 18              | 5      | 1               | 0       | 2               | 0        | 1               | 0     | 22              | 5        |
| Hull City                     | 2016–2017        | Premier League   | 16              | 1      | 1               | 0       | 3               | 1        | —               | —     | 20              | 2        |
| Hull City                     | 2017–2018        | Championship     | 0               | 0      | 0               | 0       | 0               | 0        | —               | —     | 0               | 0        |
| Hull City                     | összesen         | összesen         | 16              | 1      | 1               | 0       | 3               | 1        | —               | —     | 20              | 2        |
| Karrier összesen              | Karrier összesen | Karrier összesen | 143             | 14     | 5               | 0       | 11              | 3        | 12              | 1     | 171             | 18       |

### A válogatottban
| Nemzet   | Évek     | Pályára lépések | Gólok |
| -------- | -------- | --------------- | ----- |
| Anglia   | 2015     | 1               | 0     |
| összesen | összesen | 1               | 0     |

## Külső hivatkozások
- Ryan Mason adatlapja a Transfermarkt oldalán (angolul)
- Ryan Mason adatlapja a Soccerway oldalon (angolul)
- Ryan Mason pályafutásának statisztikái a Soccerbase oldalon (angolul)